# Eddy Seigneur
Eddy Seigneur (Beauvais, 15 de febrer de 1969) és un ciclista francès, ja retirat, que fou professional entre 1992 i 2005. Bon radador, amb el temps s'especialitzà en la contrarellotge.
Entre les seves principals victòries destaquen quatre Campionats de França de contrarellotge, un en ruta i una etapa al Tour de França de 1994.

## Palmarès
- 1989
  - 1r a la Ronda de l'Oise
- 1990
  - 1r al Gran Premi de la vila de Nogent-sur-Oise
  - 1r al Gran Premi de la vila de Pérenchies
- 1991
  - 1r a la Ronda de l'Oise
  - Vencedor de 2 etapes del Tour du Poitou-Charentes et de la Vienne
- 1992
  - Vencedor d'una etapa al Tour de l'Avenir
- 1993
  - 1r al Gran Premi de la vila de Rennes
  - Vencedor de 2 etapes al Tour de l'Avenir
  - Vencedor d'una etapa als Quatre dies de Dunkerque
  - Vencedor d'una etapa del Tour de l'Oise
- 1994
  - 1r als Quatre dies de Dunkerque i vencedor d'una etapa
  - Vencedor d'una etapa al Tour de França
  - Vencedor d'una etapa al Tour de l'Avenir
- 1995
  -  Campionat de França en ruta
  - Vencedor d'una etapa del Circuit de La Sarthe
- 1996
  -  Campionat de França de contrarellotge
  - 1r al Tour du Poitou-Charentes et de la Vienne i vencedor d'una etapa
- 1997
  - 1r al Circuit des Mines i vencedor d'una etapa
- 2001
  - Vencedor d'una etapa del Circuit des Mines
- 2002
  -  Campionat de França de contrarellotge
- 2003
  -  Campionat de França de contrarellotge
  - Vencedor de 2 etapes a la Volta ao Alentejo
- 2004
  -  Campionat de França de contrarellotge
  - 1r al Duo Normand (amb Frédéric Finot)

### Resultats al Tour de França
- 1994. 51è de la classificació general. Vencedor d'una etapa
- 1995. Abandona (2a etapa)
- 1996. Abandona (6a etapa)
- 1998. Abandona (14a etapa)
- 2001. 95è de la classificació general
- 2002. 143è de la classificació general
- 2004. Abandona (4a etapa)

### Resultats al Giro d'Itàlia
- 1992. 112è de la classificació general
- 1993. Abandona